# Gašper Katrašnik
Gašper Katrašnik (Kranj, 20 de junio de 1995) es un ciclista esloveno que fue profesional entre 2016 y 2021.

## Palmarés
2014
- Tour of Vojvodina II

2017
- Gran Premio Sarajevo

2018
- Belgrado-Bania Luka, más 2 etapas[2]
- 1 etapa del CCC Tour-Grody Piastowskiec

2019
- 2.º en el Campeonato de Eslovenia en Ruta